# Schiavone
A Schiavone egy olaszországi folyó, mely az Abruzzókban ered a Boschi Celiera (1570 m) lejtőjén. Átszeli Pescara megyét majd Catignano mellett a Nera folyóba torkollik.